# António de Ataíde, 1.º Conde da Castanheira
António de Ataíde, 1.º conde da Castanheira (1500 - 7 de outubro de 1563) foi um fidalgo e estadista português do século XVI. Como vedor da Fazenda de D. João III, promoveu o regime de capitanias-donatarias no Brasil e, mais tarde, a criação do governo-geral.

## Infância e Juventude
Era filho do 2.º casamento de D. Álvaro de Ataíde, senhor das vilas de Castanheira, Povos e Cheleiros, com D. Violante de Távora, filha do Senhor do Prado; sendo assim neto, pelo lado paterno, do 1.º conde de Atouguia e, pelo lado materno, de Pêro ou Pedro de Sousa, 1.º senhor do Prado.
Seu pai casara pela segunda vez, perto do final do século XV e em idade avançada (os primeiros condes de Atouguia, pais de D. Álvaro de Ataíde, haviam casado quase 90 anos antes, no ano de 1412) com a referida D. Violante de Távora (n. ? - f. 1555). Quer D. Álvaro de Ataíde, quer o seu sogro Pedro de Sousa tinham estado exilados em Espanha por mais de uma década, por terem participado na conspiração de setores da nobreza, liderados pelo Duque de Viseu, contra o rei D. João II (no ano de 1484), só tendo regressado ao reino na sequência da amnistia decidida por D. Manuel I. Do seu 1.º casamento com D. Leonor de Melo (filha do conde da Atalaia, D. Pedro de Melo), D. Álvaro tivera um filho, D. Pedro de Ataíde, igualmente envolvido na conspiração mas que, não tendo conseguido fugir para Espanha como o pai, fora preso, condenado à morte por sentença de 9 de setembro de 1484 e em seguida executado.
Entre os tios maternos de D. António de Ataíde destacou-se Lopo de Sousa, que foi 2.º senhor do Prado, tendo casado com D. Brites de Albuquerque (são os pais de Martim Afonso de Sousa, futuro capitão-mor da armada e da terra do Brasil e governador da Índia portuguesa); outro tio materno que se destacou foi João de Sousa, último prior ou abade de Rates, o qual, com Mécia Rodrigues de Faria, foi pai - entre outros filhos ilegítimos - de Tomé de Sousa (c. 1503 - 1579), futuro 1.º governador-geral do Brasil. D. António de Ataíde viria assim a ter, entre os seus primos co-irmãos da família Sousa do Prado, dois destacados governadores do Império português, cuja fulgurante carreira ultramarina ele aliás muito ajudaria a impulsionar.
Ficou órfão paterno aos 5 anos de idade, pelo que muito precocemente começou a sua vida de cortesão ("eu comecei a servir a el Rei nosso senhor sendo de muito pouca idade", escreveria ele em 10 de janeiro de 1557) Recebeu a primeira educação no Paço Real da Ribeira, sendo o futuro D. João III ainda príncipe, e tendo ambos quase a mesma idade, ficaram muito amigos desde a infância.

## Início da carreira política
Quando D. Manuel I, depois da morte da rainha D. Maria, resolveu casar de novo, com D. Leonor de Áustria, que estava prometida como noiva para o herdeiro, as relações entre o rei e o filho ficaram tensas e D. António de Ataíde foi proscrito da corte.
Porém. logo que D. João III subiu ao trono, em Dezembro de 1521, Ataíde regressou a uma situação de favor, com o novo rei designando-o para importantes missões diplomáticas, não obstante ter o futuro conde da Castanheira pouco mais de 20 anos de idade. Foi assim nomeado embaixador em Paris para tratar de negócios relativos à delicada relação com a França. Também representou D João III, ao longo da década seguinte, em outras tarefas diplomáticas, incluindo embaixadas a  Castela e na Alemanha. Em 03.05.1523, já recebera do Rei a mercê da alcaidaria-mor da vila de Alegrete.
Em 1525, com apenas 25 anos de idade, foi nomeado membro do Conselho do rei (mas só viria a exercer efetivamente 5 anos mais tarde) e a 11 de abril de 1530 foi feito vedor da Fazenda, passando a partir daí a exercer influência na corte pela via burocrática formal, além da via informal da sua estreita amizade com o rei. 1530 foi assim o ano do maior impulso para a carreira política de Ataíde, nas suas próprias palavras "no ano de 1530 me meteu Sua Alteza no seu conselho e nele...quis Nosso Senhor que fizesse grandes serviços a S. A. e esta terra".
A sua rápida ascensão na corte deveu-se também, muito provavelmente, à necessidade régia de contar com um favorito na máquina do governo capaz de  filtrar com eficiência o acesso dos cortesãos ao soberano e de limitar o peso político da alta nobreza.

## Vedor da Fazenda de D. João III - intervenções na política para o Brasil, Índia e Marrocos
No exercício do cargo de vedor da Fazenda, que só abandonou quando o soberano faleceu, Ataíde assumiu traços precursores da figura do valido seiscentista, contribuindo para o fortalecimento do poder do Estado, o desenvolvimento da ideologia da preeminência do poder real, a gestão dos assuntos do Império e ainda a dinamização de redes clientelares.
Devido à sua influência junto de D. João III, D. António teve papel fundamental na política imperial do monarca. Em 1530, contribuiu para a nomeação do seu primo coirmão, Martim Afonso de Sousa, como capitão-mor da armada e da terra do Brasil, com uma extraordinária alçada, que o tornava, na prática, o primeiro governador do Brasil, tendo por propósito explícito lá defender e relançar a presença portuguesa. Logo a seguir, Ataíde viajou para a França, onde efetuou diligências diplomáticas sobre o problema do corso francês no Brasil, uma das ameaças ao controle português que levara à constituição da armada de Martim Afonso de Sousa.

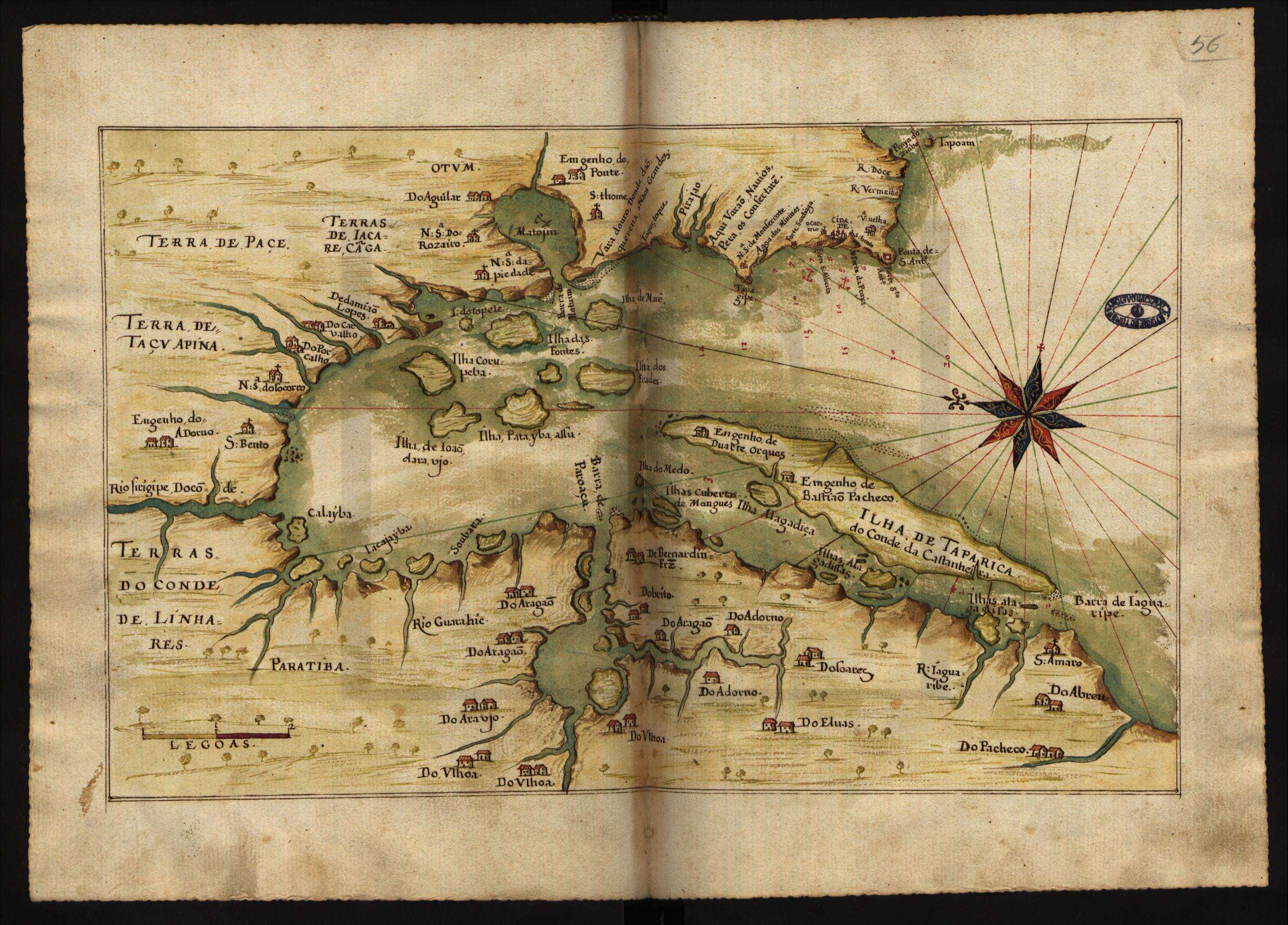
Mapa da Bahia de Todos os Santos, por João Teixeira Albernaz: na entrada vê-se a ilha de Itaparica, de que D. António de Ataíde foi Donatário a partir do ano de 1556

Nos anos seguintes, D. António continuou a se afirmar como um promotor consequente da valorização do Brasil no quadro do império luso e, nomeadamente, da criação do regime de capitanias-donatarias brasileiras.
Voltou a ter papel decisivo na nomeação do primo Martim Afonso de Sousa para um novo alto cargo no Império, desta vez na Índia, para onde este foi nomeado em novembro de 1533 como capitão-mor do mar da Índia, ou seja, o segundo lugar na hierarquia do império asiático de Portugal, tendo para lá partido em março do ano seguinte. Já uns meses antes, em 1 de fevereiro de 1533, D. João III escrevera ao seu vedor da Fazenda, elogiando o orgulho que este tinha no parentesco com Martim Afonso, que reforçaria "as coisas do meu serviço".
Em 24.12.1534, pouco tempo após a sua chegada à Índia, o mesmo Martim Afonso de Sousa iria escrever ao primo a partir de Cochim, intercedendo por um parente comum - que usava Ataíde como último apelido - num texto que dá uma imagem muito concreta do ambiente que se vivia entre as linhagens portuguesas do século XVI: "[Heitor de Sousa de Ataíde] não tem outrem senão a Vossa Senhoria e vai-se ele já pondo como o sol e é necessário socorrer-lhe; e lembro-vos que [ele] põe o Ataíde acima do Sousa, que ele não pode fazer mais pelos Ataídes". 
Em 1541, o conde da Castanheira (que desde 1532 estava explicitamente encarregado dos assuntos da Índia) voltaria a impulsionar a nomeação de Martim Afonso, desta vez para um cargo ainda mais elevado, o de (12.º) governador da Índia. O peso político de D. António foi decisivo para contrariar a oposição ao nome de Martim Afonso por parte de outro influente fidalgo, o 1.º conde de Vimioso. Segundo o cronista Diogo do Couto, Ataíde tinha ganhado o embate porque ele "então mandava tudo". Deste modo, a ascensão politica de um primo em Lisboa pôde favorecer a carreira do outro primo no Império, ao longo de várias décadas.
Em 1549, D. António de Ataíde interveio mais uma vez, de forma direta, na política brasileira da coroa, e novamente em prol de um  outro primo coirmão (desta vez, oriundo de uma linha não legítima) do lado Sousa Chichorro. Tratou-se então da nomeação do 1.º governador-geral do Brasil, que recaiu em Tomé de Sousa, personagem que -  além de parente - lhe era pessoalmente muito próximo, a ponto de se lhe dirigir, nas cartas que lhe escrevia, como 'conde, meu senhor". E o conde da Castanheira, além da intervenção decisiva para a nomeação de Tomé de Sousa, também compôs o regimento de 1548, outorgado ao 1.º governador-geral.
Anos mais tarde (carta de mercê de 10.11.1556), D. António receberia de D. João III a doação, de juro e herdade, da Capitania das ilhas de Itaparica e Tamarandiva, situadas na entrada da Baía de Todos os Santos. Essa doação coroou duas décadas e meia de atenção dedicada por Ataíde à colônia brasileira, sendo responsável pelo esboço e pela execução de uma nova política da coroa portuguesa para o Brasil.
Outra área das possessões ultramarinas onde a política do conde da Castanheira se notabilizou foi a das praças portuguesas em Marrocos, em que os seus muitos pareceres sempre aconselharam o recuo, ao mesmo tempo que preconizavam que se concentrassem mais recursos lusos no Estado da Índia. D. João III foi da mesma opinião e decidiu abandonar várias praças no norte de África.
D. António usou ainda a sua influência sobre o rei para ser patrono da carreira de muitos outros importantes cortesãos da época, incluindo o famoso secretário de estado, Pêro ou Pedro de Alcáçova Carneiro (mais tarde, 1.º conde de Idanha-a-Nova) que escreveu sobre Ataíde: "a este senhor eu devo muito, porque foi sempre a principal parte de eu entrar no serviço de El-Rei.
Foi também autor de poemas e de ditos proverbiais.
A extensa documentação publicada por J. D. M. Ford em Letters of John III é elucidativa sobre as obrigações que marcavam a atividade quotidiana de D. António de Ataíde, durante os 25 anos em que foi um dos quatro vedores da Fazenda de D. João III: despacho das frotas da Carreira da Índia, incluindo logística, capitães, pilotos e cargas de especiarias; preparação de armadas de proteção à costa portuguesa e de apoio militar extraordinário a cidades como Safim e Tunes; reexportação de especiarias para mercados europeus; assuntos de Marrocos e África, etc.

## Conde de juro e herdade
O rei D. João III começou por o nomear conselheiro de Estado e Vedor da fazenda, lugar que exerceu até 1557, ano em que faleceu o monarca. Por carta de 1 de maio de 1532, foi feito conde da Castanheira, título confirmado de juro e herdade por outra carta, de 21 de julho de 1541. Já anos antes, em 1 de janeiro de 1526, tinha recebido a jurisdição das vilas de Castanheira e Povos, em sucessão a seu sobrinho D. Fernando de Ataíde.
Sobre a concessão do título, feita quando ainda estava em idade relativamente jovem, D. António escreveria depois que "fez-me S. A. Conde, e por eu ainda então ser de menos idade, da que eram quase todos os passados que não sucederam no título por morte de seus Pais, foi a mercê grande, e eu a tive e tenho por tal".
Saindo da corte logo após a morte de D. João III, retirou-se para o convento da Castanheira, de que era padroeiro, e onde faleceu a 7 de outubro de 1563. Lá está sepultado, juntamente com sua mulher, em monumento fúnebre de mármore. 
D. António de Ataíde esteve sempre muito ligado à vila sede do seu condado, que fora danificada pelo terremoto de 1531, tendo-se ele, pessoalmente, empenhado na sua reconstrução.
Escreveu: Copia de um papel, em que D. Antonio de Athaide, primeiro conde da Castanheira, deu razão de si a seus filhos e descendentes, escrito em Lisboa a 10 de Janeiro de 1557. Foi publicado em Madrid em 1598.

## Casamento e descendência
Casou-se com D. Ana de Távora, filha de Álvaro Pires de Távora, 4.º Senhor do Mogadouro, e de sua mulher, D. Joana da Silva, filha dos 1.ºs Condes de Penela.
Tiveram os seguintes filhos:
- D. António de Ataíde, 2.º Conde de Castanheira (c. 1530 - 20 de janeiro de 1603). Herdou a casa de seu pai e o título. Casou por 3 vezes, com geração dos 3 casamentos:
  - a 1.ª vez com D. Maria de Vilhena, filha de D. Francisco da Gama,  2.º Conde da Vidigueira e almirante da Índia;
  - a 2.ª vez com D. Bárbara de Lara, filha do 3.º Marquês de Vila Real, D. Pedro de Menezes;
  - a 3.ª vez com D. Maria de Vilhena, filha de D. Luís Fernandes de Vasconcelos, nomeado governador-geral do Brasil, cargo de que nunca tomou posse, pois foi assassinado por corsários franceses na mesma viagem em que pereceu o Beato Inácio de Azevedo, à frente dos quarenta mártires do Brasil.
- D. Jorge de Ataíde, Bispo de Viseu, capelão-mor e inquisidor-geral (c. 1535 - 17.11.1611), sem geração
- D. Jerônimo de Ataíde, Comendador de Vila Franca (c. 1530 - 1568), casado com D. Joana da Silva, sem geração
- D. Violante de Ataíde, casada com D. Luís de Castro, senhor de Monsanto e de Cascais, com geração
- D. Joana de Ataíde, que casou com D. Nuno Manuel, 3.º Senhor de Salvaterra de Magos e de Tancos, com geração
- D. Ana de Ataíde, casada com João Mendes de Vasconcelos, 3.º senhor do morgado do Esporão, com geração
- D. Maria de Ataíde, que casou com D. Vasco da Gama (c. 1530 - 4 de agosto de 1578), 3.º conde da Vidigueira, com geração.
- Guiomar do Espírito Santo (Lisboa - Castanheira, 22 de Maio de 1603), Abadessa do Convento da Castanheira.[22]

## Toponímia
Na vila de Castanheira do Ribatejo há uma rua e um agrupamento de escolas com o seu nome.